# Susanna Daepp-Heiniger

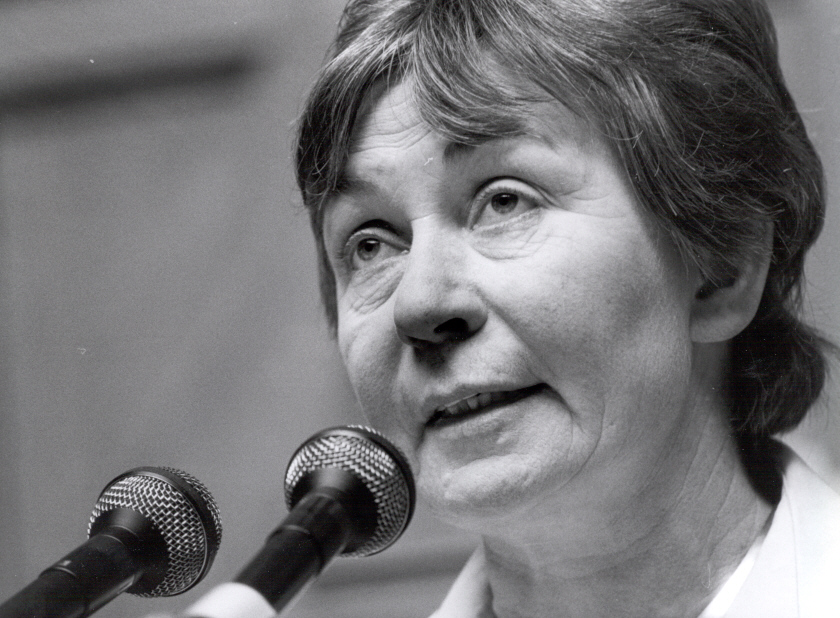
Susanna Daepp-Heiniger (1989)

Susanna Daepp-Heiniger (* 20. August 1938, heimatberechtigt in Oppligen) ist eine Schweizer Politikerin (SVP).
Daepp-Heiniger arbeitete als Hauswirtschaftslehrerin an der landwirtschaftlichen Haushaltungsschule in Schwand, an der Bergbauernschule in Hondrich bei Spiez, sowie am Haushaltungsseminar in Bern. Sie präsidierte später die Berner Landfrauen und war im Vorstand des schweizerischen Landfrauenverbands. Zeitweise war sie Vizepräsidentin der SVP Bern. 
Nach der Wahl von Adolf Ogi in den Bundesrat rückte Daepp zum 29. Februar 1988 in den Nationalrat nach.
Als 1994 zwei Berner SVP-Nationalräte ihren Rücktritt einreichten, bearbeitete der damalige Parteipräsident Albrecht Rychen Daepp-Heiniger so fest, dass diese ebenfalls ihren Rücktritt zum 30. Juni 1994 bekannt gab und Samuel Schmid, der spätere Bundesrat, vom dritten Ersatzplatz auch in die grosse Kammer nachrücken konnte.